# Episodi di Mystery! (seconda stagione)
La seconda stagione della serie televisiva Mystery! è stata trasmessa in anteprima negli Stati Uniti d'America dalla Public Broadcasting Service tra il 6 gennaio 1981 e il 19 maggio 1981.
| nº | Titolo originale                                                      | Titolo italiano | Prima TV USA     | Prima TV Italia |
| -- | --------------------------------------------------------------------- | --------------- | ---------------- | --------------- |
| 1  | Dr. Jekyll and Mr. Hyde (Part 1)                                      |                 | 6 gennaio 1981   |                 |
| 2  | Dr. Jekyll and Mr. Hyde (Part 2)                                      |                 | 13 gennaio 1981  |                 |
| 3  | Malice Aforethought (Part 1)                                          |                 | 20 gennaio 1981  |                 |
| 4  | Malice Aforethought (Part 2)                                          |                 | 27 gennaio 1981  |                 |
| 5  | Malice Aforethought (Part 3)                                          |                 | 3 febbraio 1981  |                 |
| 6  | Malice Aforethought (Part 4)                                          |                 | 10 febbraio 1981 |                 |
| 7  | Rumpole of the Bailey, Series II: Rumpole and the Man of God          |                 | 17 febbraio 1981 |                 |
| 8  | Rumpole of the Bailey, Series II: Rumpole and the Case of Identity    |                 | 24 febbraio 1981 |                 |
| 9  | Rumpole of the Bailey, Series II: Rumpole and the Show Folk           |                 | 3 marzo 1981     |                 |
| 10 | Rumpole of the Bailey, Series II: Rumpole and the Fascist Beast       |                 | 10 marzo 1981    |                 |
| 11 | Rumpole of the Bailey, Series II: Rumpole and the Course of True Love |                 | 17 marzo 1981    |                 |
| 12 | Rumpole of the Bailey, Series II: Rumpole and the Age for Retirement  |                 | 24 marzo 1981    |                 |
| 13 | The Racing Game, Series II: Needle                                    |                 | 31 marzo 1981    |                 |
| 14 | The Racing Game, Series II: Horses for Courses                        |                 | 7 aprile 1981    |                 |
| 15 | The Racing Game, Series II: Horsenap                                  |                 | 14 aprile 1981   |                 |
| 16 | Sergeant Cribb, Series II: Waxwork                                    |                 | 21 aprile 1981   |                 |
| 17 | Sergeant Cribb, Series II: Something Old, Something New               |                 | 28 aprile 1981   |                 |
| 18 | Sergeant Cribb, Series II: The Horizontal Witness                     |                 | 5 maggio 1981    |                 |
| 19 | Sergeant Cribb, Series II: The Detective Wore Silk Drawers            |                 | 12 maggio 1981   |                 |
| 20 | Sergeant Cribb, Series II: A Case of Spirits                          |                 | 19 maggio 1981   |                 |